# Кодрени (Васлуј)
Кодрени (рум. Codreni) насеље је у Румунији у округу Васлуј у општини Рошиешти. Oпштина се налази на надморској висини од 182 m.

## Становништво
Према подацима из 2002. године у насељу је живело 126 становника, од којих су сви румунске националности.